# Miltochrista gilveola
Miltochrista gilveola là một loài bướm đêm thuộc phân họ Arctiinae, họ Erebidae.